# Raptile
Адис Муса, по-известен със сценичното си име Raptile, е германски рапър, продуцент и автор на песни от етиопски произход.
Роден е в Мюнхен, Германия на 14 септември 1976 г.
Подписва договор със SONY/BMG и продава над 250 000 броя в Европа (приблизително 500 000 по цялата планета). Неговият каталог с песни от Европа се продава в САЩ.
През януари 2007 г. се мести в щата Флорида и понастоящем работи върху американския си дебютен албум. Явявал се е на живо в ТВ програмата MTV Cribs. Песента му Never Eva е изобразена във видео играта NBA Live 07 (EA Sports).
Има изпълнения с много американски легенди като Xzibit, Strong Arm и Tray Songz.

## Дискография

### Албуми
- 2001: Da Basilisk's Eye
- 2004: Classic Material
- 2005: Mozez (also available as Limited Edition)
- 2006: Hero Muzik
- 2006: Best of – Europe's Golden Child (Best Of CD)

### Сингли
- 2001: Microphone Igniter / We don't need u
- 2001: Rest your head on my chest
- 2004: Make Y'all Bounce (с участието на Xzibit) (Strong Arm Steady Version)
- 2004: Da Unbeatables (с участието на Valezka)
- 2004: My Everything (с участието на Wayne Wonder)
- 2005: Fight Back
- 2005: Da Symphony (Olé Olé)
- 2006: Go Faster
- 2006: Neva Eva
- 2006: Missin' Ur Kisses (с участието на Trey Songz)